# New Zealand Symphony Orchestra

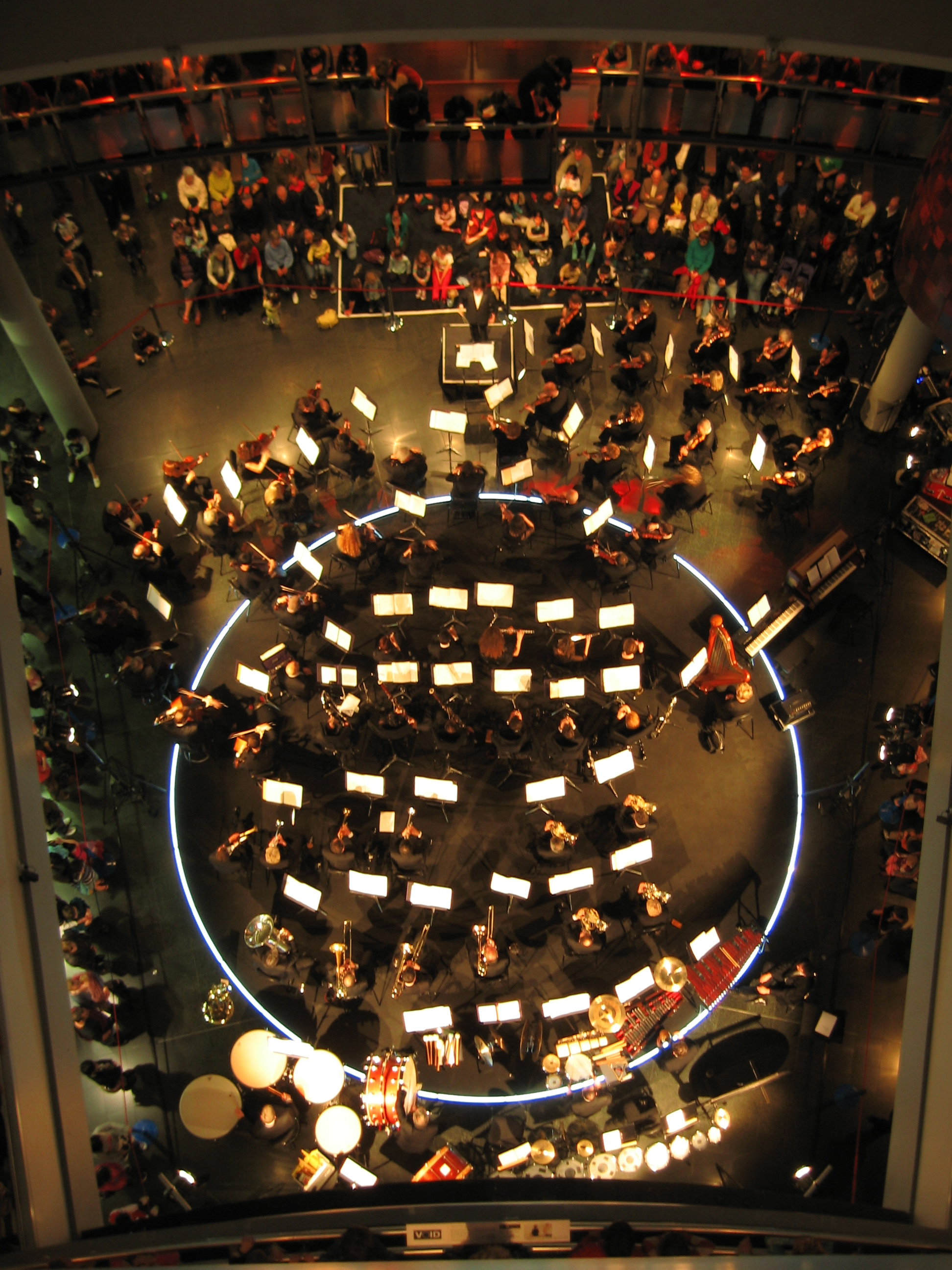
Das New Zealand Symphony Orchestra am 26. Oktober 2009 im Museum of New Zealand Te Papa Tongarewa

Das New Zealand Symphony Orchestra (NZSO) ist das nationale Sinfonieorchester Neuseelands mit Sitz in Wellington.

## Organisationsform
Das New Zealand Symphony Orchestra ist gemäß dem am 5. April 2004 in Kraft getretenen New Zealand Symphony Orchestra Act 2004 eine neuseeländische Crown Entity, also ein staatliches Unternehmen, allerdings mit dem besonderen Status, dass der zuständige Minister dem Orchester keine Weisungen hinsichtlich des kulturellen Programms erteilen kann.
Als Gesellschaft firmiert das Orchester als New Zealand Symphony Orchestra Limited. Es verfügt über einen eigenen Board (Verwaltungsgremium), der nicht weniger als fünf und nicht mehr als acht Mitglieder haben darf. Das Gremium hat die Aufgabe das operative Geschäft des Orchesters zu kontrollieren.

## Geschichte
Die Idee, ein nationales Orchester zu formen, entstand im Jahr 1925, als die Regierung die Radio Broadcasting Company of New Zealand gründete. In Folge entstanden Ende der 1920er in den größeren Städte kleinere Orchester und ein Jahrzehnt später konnte erstmals für ein Konzert auf einer Ausstellung im Jahr 1939 ein nationales Orchester zusammengestellt werden. Nach Ende des Zweiten Weltkriegs griffen 1946 der Direktor des National Radio Broadcasting Service, Professor James Shelley und Peter Fraser, seinerzeit Premierminister von Neuseeland, die Idee für ein professionelles Orchester wieder auf und engagierten den englischen Pianisten Anderson Tyrer als Dirigent. Unter seiner Führung formte sich im Oktober 1946 das Orchester zu einer 65 Musiker starken Gruppe und trat im März 1947 erstmals in der Town Hall in Wellington auf.
Im Jahr 1988 wurde aus dem Orchester, das bis dahin dem National Radio Broadcasting Service unterstand, eine eigene sogenannte Crown-Owned Entity gebildet und 2004 über ein eigenes Gesetz, dem New Zealand Symphony Orchestra Act 2004, kulturell eigenständig.